# Magila
La magila (gen. Magila) è un crostaceo estinto, appartenente ai decapodi. Visse tra il Giurassico inferiore e il Giurassico superiore (circa 190 – 150 milioni di anni fa) e i suoi resti fossili sono stati ritrovati in Europa e Asia. 

## Descrizione
Questo animale, di aspetto vagamente simile a un gambero di fiume, possedeva un carapace cilindrico e appiattito lateralmente, e la sua lunghezza totale non raggiungeva i 5 centimetri. Il rostro era corto e privo di dentellature, mentre le prime tre paia di zampe erano dotate di chele; il primo paio era molto più robusto e grande degli altri, con chele corte e massicce e dotate di “dita” mobili e fisse di eguale lunghezza e ricurve. Le antenne cefaliche erano estremamente allungate, lunghe il doppio del corpo. 

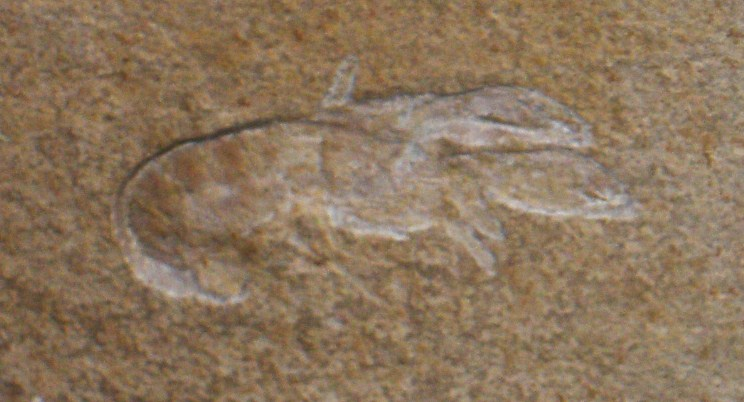
Fossile di Magila desmaresti

## Classificazione
Il genere Magila venne descritto per la prima volta da Muenster nel 1839, sulla base di alcuni rari resti fossili ritrovati nel giacimento di Solnhofen. I fossili di questo animale sono poi stati scoperti in numerosi giacimenti giurassici europei, e si conoscono varie specie: M. bonjouri (Giurassico inferiore, Francia), M. pichleri (Giurassico medio, Germania e Gran Bretagna), M. straeleni (Giurassico superiore, Romania e Israele), M. dura (Giurassico superiore, Russia e Polonia), M. desmarestii, M. latimana e M. denticulata (Giurassico superiore, Germania). Un genere assai simile è Etallonia, rinvenuto anch'esso a Solnhofen. Entrambi questi animali sono stati ascritti al gruppo dei talassinidi (Thalassinidea).